# Barovice
Barovice (německy Barowitz) jsou malá vesnice, část obce Libice nad Doubravou v okrese Havlíčkův Brod. Leží v nadmořské výšce 623 metrů nad prameny potoka Barovka na hřebenu Železných hor.

## Název
Název se vyvíjel od varianty Baworowicze (1556), Barowicze (1583), Barowitz (1787). Původní místní jméno Bavorovice se změnilo v Barovice, poté došlo ke zkrácení první slabiky. Pojmenování je rodu ženského, čísla pomnožného, genitiv zní Barovic.

## Historie
První dochovaný zápis o vsi pochází z roku 1556, kdy se o ní hovoří jako o Bavorovicích.
Je známo, že Barovice patřily kolem roku 1600 Kunatovi Dobřenskému z Dobřenic. Během 18. a 19. století patřili k panství Nový Studenec.
V roce 1787 je připomínána místní pila, která byla umístěna na potoce Barovka. Z roku 1896 je ve vsi zachován křížek a vedle něho stojí asi starší zvonička.
V místní pověsti je připomínán sedlák Kovačka, který za vlády Marie Terezie podnítil vzpouru nevolníků novostudeneckého panství. Snad kvůli trestu ranami holí, když málo nakládal na vůz. Na starém správci panství si vynutili přečtení patentu o zmírnění roboty a tloukli přitom drába, který snad ranám podlehl. Kovačka byl odsouzen a zemřel ve vězení v Kutné Hoře.
V letech 1869–1961 byly osadou obce Chloumek a v letech 1961–1985 jeho místní částí. Od 1. července 1985 jsou částí obce Libice nad Doubravou.

## Přírodní poměry
V katastrálním území vsi se našly žíly skalního dřeva a byl zde nalezen aktinolit.[zdroj⁠?!]
Severovýchodně od vesnice leží přírodní rezervace Maršálka.

## Obyvatelstvo
| Rok            | 1869 | 1880 | 1890 | 1900 | 1910 | 1921 | 1930 | 1950 | 1961 | 1970 | 1980 | 1991 | 2001 |
| -------------- | ---- | ---- | ---- | ---- | ---- | ---- | ---- | ---- | ---- | ---- | ---- | ---- | ---- |
| Počet obyvatel | 118  | 136  | 108  | 98   | 124  | 122  | 115  | 73   | 89   | 89   | 89   | 74   | 72   |